# Платина самородна

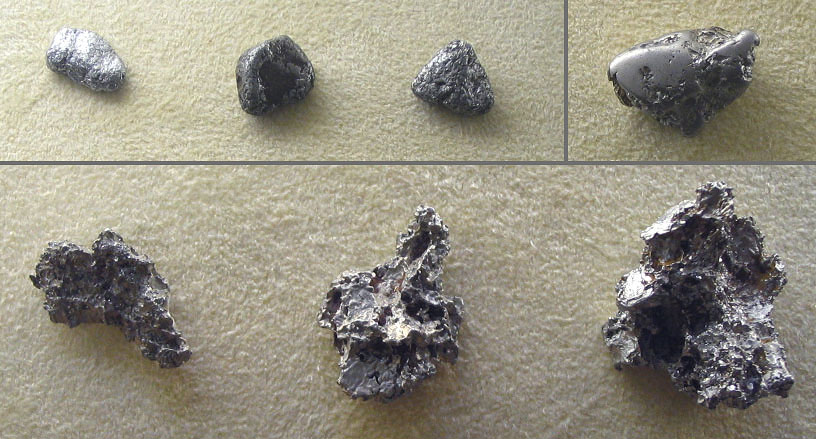

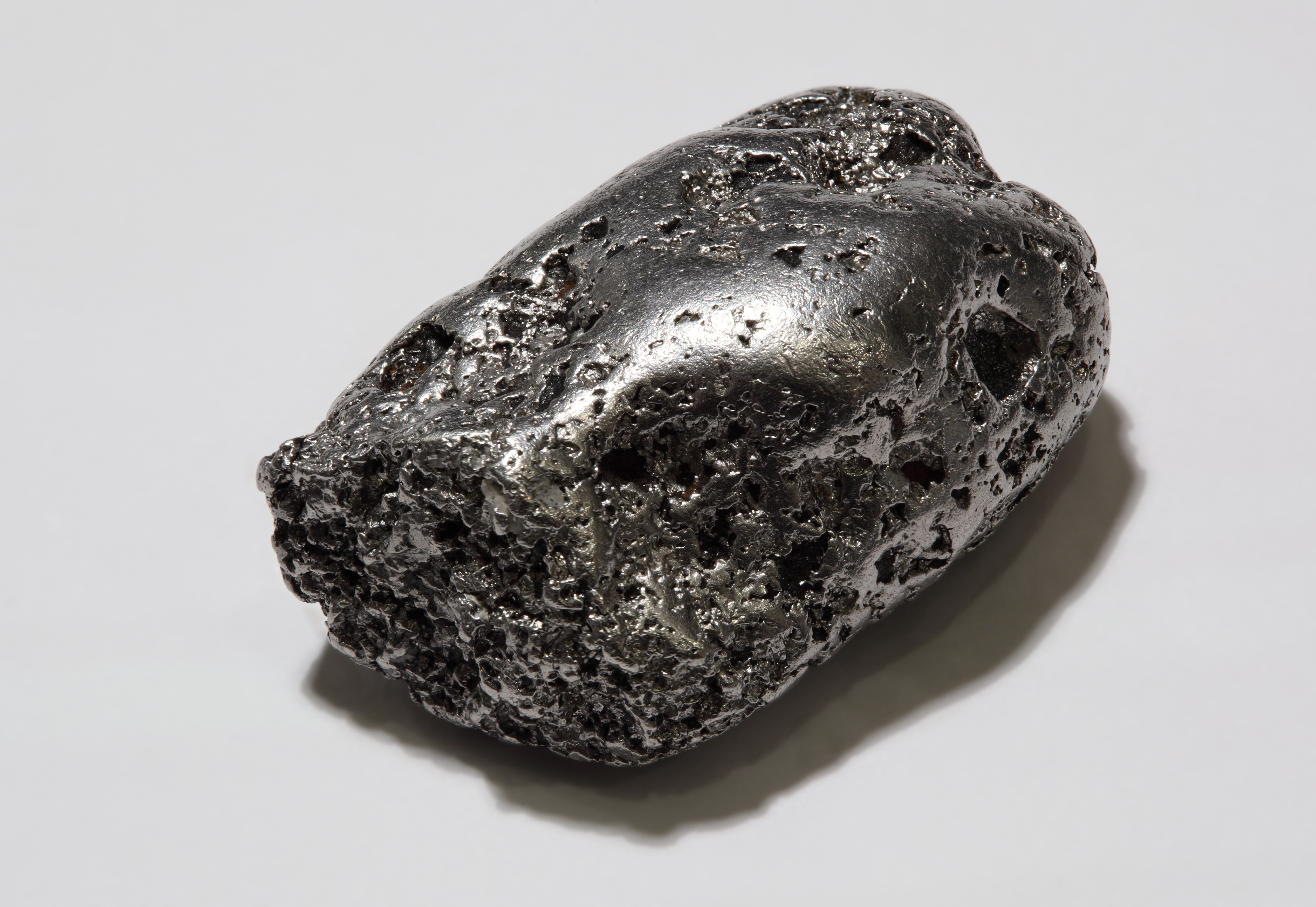
Платина самородна, Республіка Саха

Платина самородна (рос. платина самородная; англ. natural platinum; нім. gediegenes Platin n) — група платинових мінералів координаційної будови, що є природними твердими розчинами в платині металів тієї ж або іншої груп, переважно заліза.

## Загальний опис
Звичайно містять 2–3 основних (мінералотвірних) метали і різну кількість металів-домішок. У кристалічній структурі платина є металом-розчинником.
Мінерали платини самородної: тверді розчини заліза в платині — власне самородна платина (Pt понад 80 %), платина залізиста (Fe 20-50 %), ізофероплатина (Pt3Fe), тетрафероплатина (Pt, Fe); іридієва платина (10,4-37,5 % Ir); платина паладіїста (7,0-40,0 % Pd), паладіїста станоплатина (16-23 % Sn і 17,2-20,9 % Pd). Мінерали кристалізуються здебільшого в кубічній сингонії. Вони непрозорі, сіро-сталевого і срібно-білого кольору, з жовтим відтінком. Добрі провідники електрики. Густина 13,100-21,500. Твердість 3,5-5,5. Виділення мінералів часто покриті чорною тонкою і крихкою оксидною плівкою і представлені зернами неправильної форми, рідко дрібними кристалами. Мінерали концентруються в родовищах платинових руд.
Зустрічається в ультраосновних породах, наприклад, в дунітах, а також в жилах кварцу, в чорних пісках і розсипних родовищах. Найбільші самородки знайдені на Північному Уралі (в дунітах — 427,5 г, у алювіальних платинових розсипах — 9635 г), Трансваалі (ПАР), на річці Пінто-Рівер (Колумбія), Івало (Фінляндія), річці Рейн (ФРН), провінції Квебек (Канада), Сьєрра-Невада (штат Каліфорнія, США), річці Такака і річці Гордж (Нова Зеландія).